# BMW E36
E36 är BMW:s interna utvecklingsnamn på BMW 3-serien från 1990 till 2000. E36 ersatte E30 och följdes sin tur av E46.
Modellen erbjöds som 4-dörrars sedan, 5-dörrars kombi, 2-dörrars cabriolet, 2-dörrars coupé och 3-dörrars halvkombi med 4- och 6-cylindriga radmotorer.

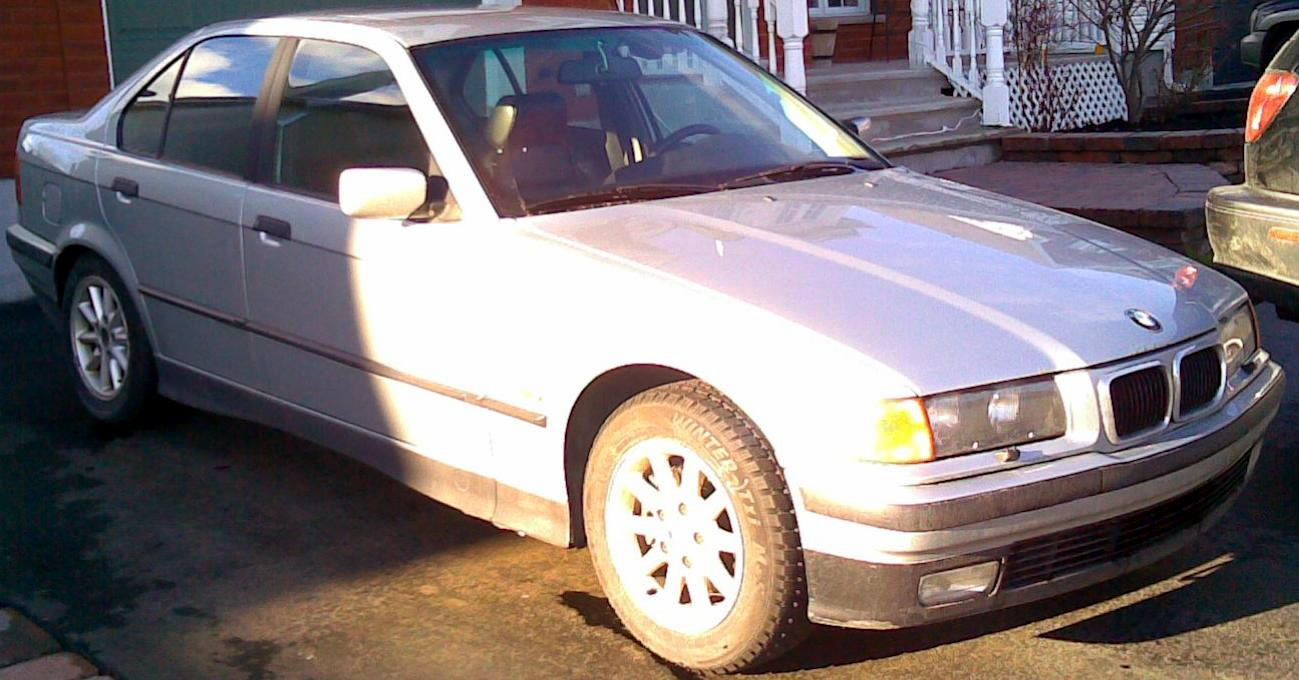
BMW E36 sedan
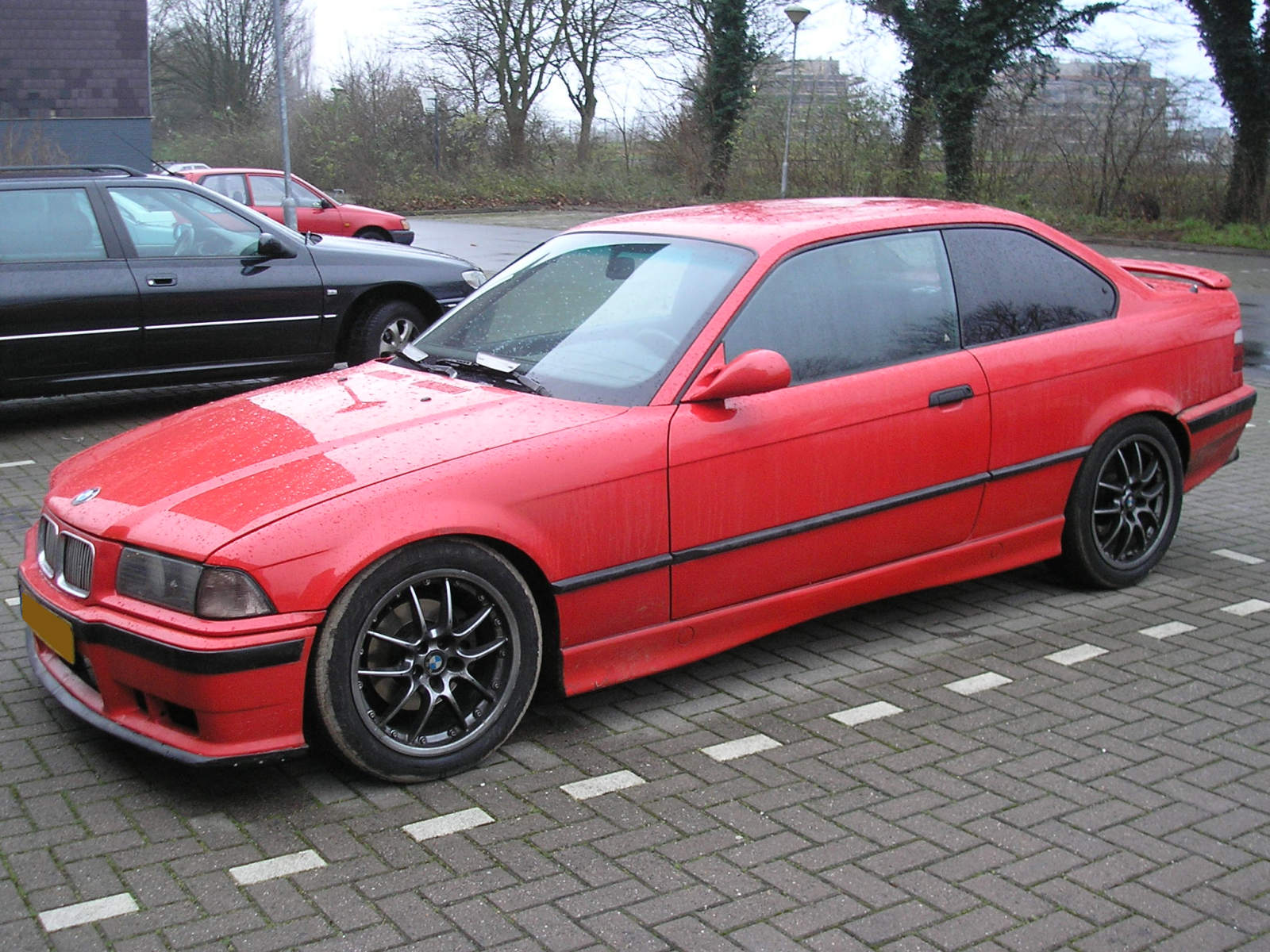
BMW E36 coupé
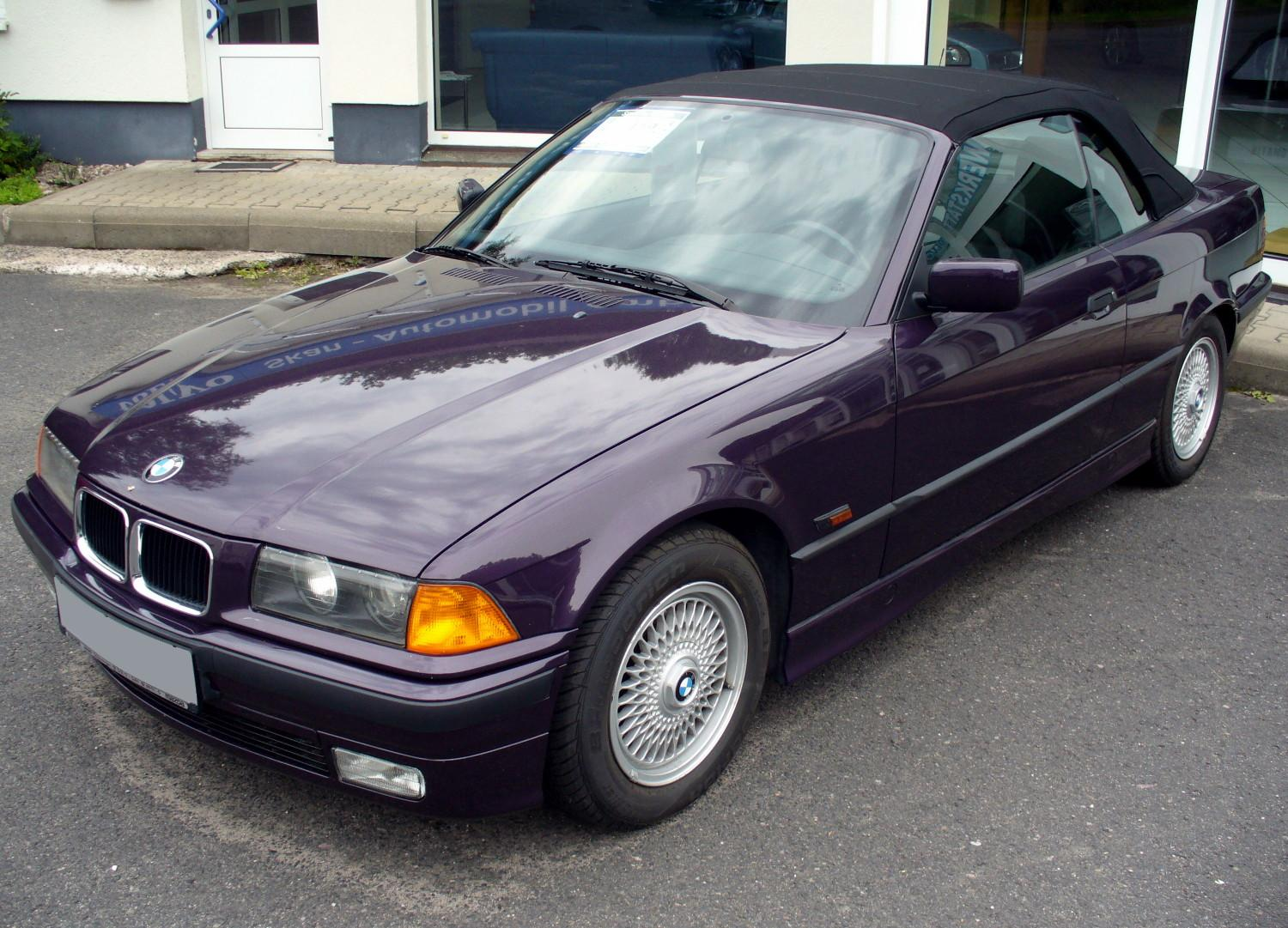
BMW E36 cabriolet
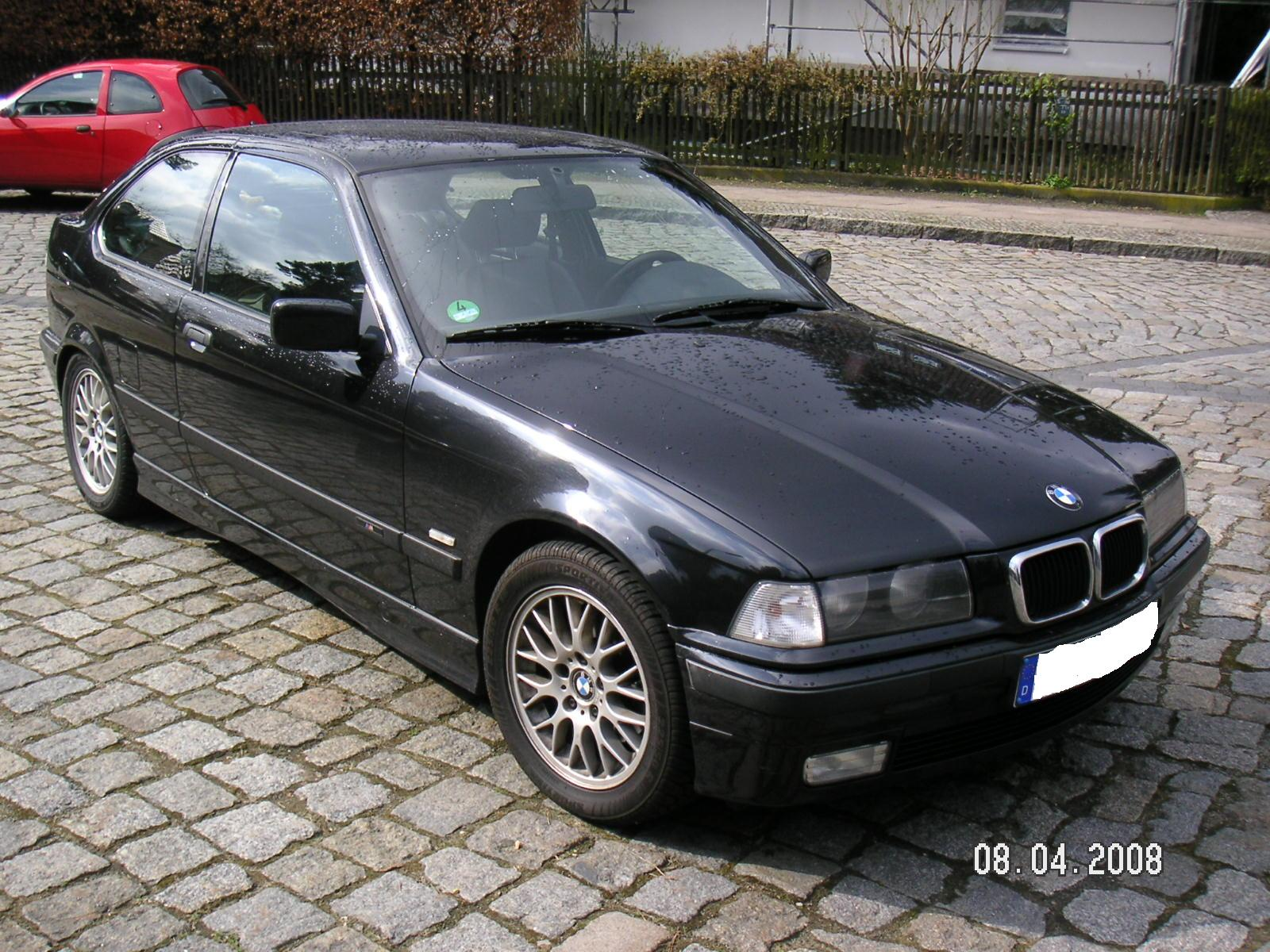
BMW E36 Compact (halvkombi)
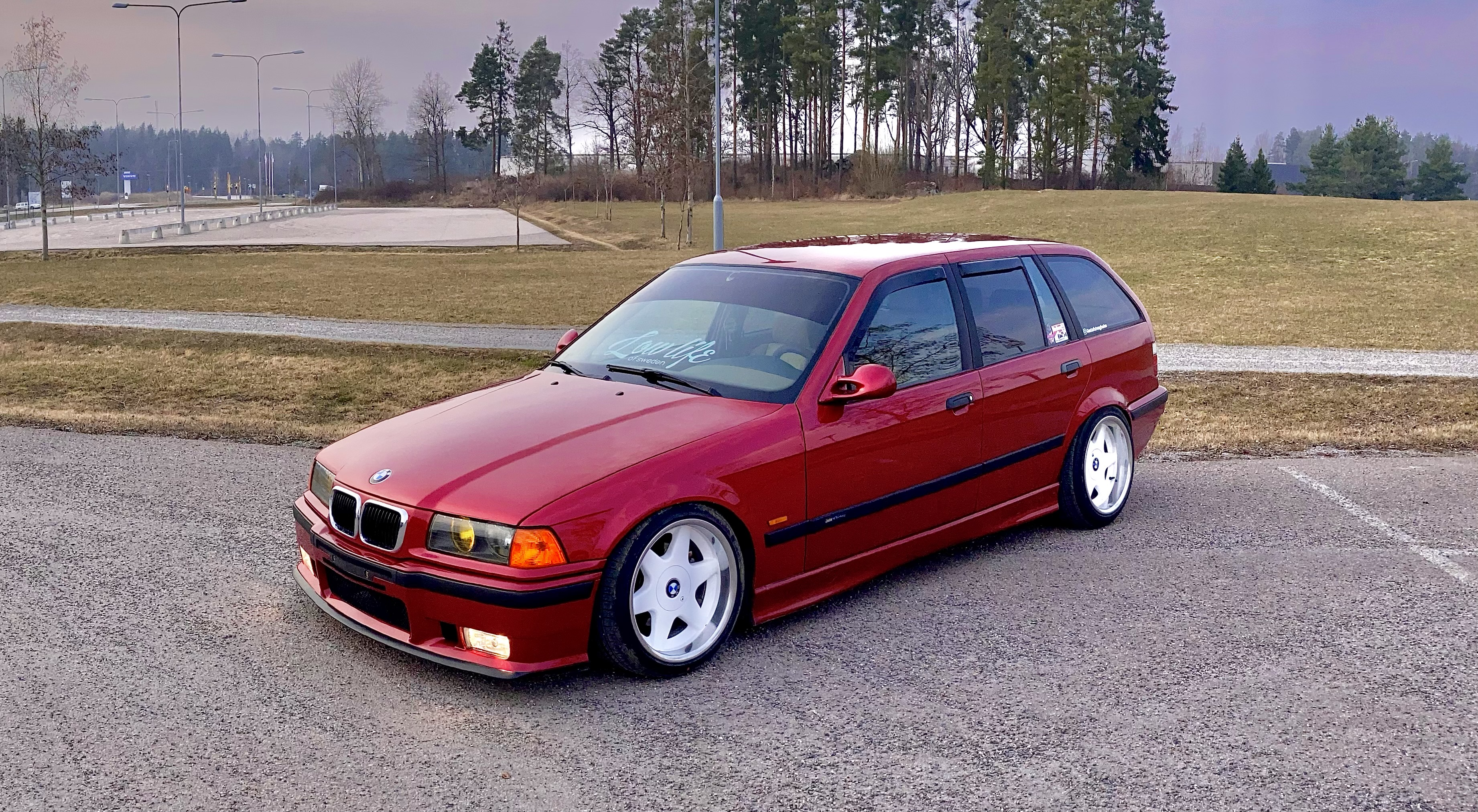
bmw e36 touring (kombi)

## Årsmodeller
- Sedan: 1990-1998
- Touring: 1995-1999
- Coupé: 1992-1999
- Cabriolet: 1993-1999
- Compact: 1994-2000

## Motoralternativ
| Modell     | Årsmodell | Motor                   | Cylindervolym | Effekt | Vridmoment | Bränslesystem      |
| ---------- | --------- | ----------------------- | ------------- | ------ | ---------- | ------------------ |
| 316i       | 1990-1993 | 4-cyl radmotor SOHC 8V  | 1596 cm³      | 99 hk  | 141 Nm     | Bränsleinsprutning |
| 316i       | 1994-1998 | 4-cyl radmotor SOHC 8V  | 1596 cm³      | 102 hk | 150 Nm     | Bränsleinsprutning |
| 316i       | 1999-2000 | 4-cyl radmotor SOHC 8V  | 1895 cm³      | 105 hk | 165 Nm     | Bränsleinsprutning |
| 318i       | 1990-1993 | 4-cyl radmotor SOHC 8V  | 1796 cm³      | 113 hk | 165 Nm     | Bränsleinsprutning |
| 318i       | 1994-1999 | 4-cyl radmotor SOHC 8V  | 1796 cm³      | 115 hk | 168 Nm     | Bränsleinsprutning |
| 318is/ti   | 1990-1995 | 4-cyl radmotor DOHC 16V | 1796 cm³      | 140 hk | 175 Nm     | Bränsleinsprutning |
| 318is/ti   | 1996-1999 | 4-cyl radmotor DOHC 16V | 1895 cm³      | 140 hk | 180 Nm     | Bränsleinsprutning |
| 320i       | 1990-1999 | 6-cyl radmotor DOHC 24V | 1991 cm³      | 150 hk | 190 Nm     | Bränsleinsprutning |
| 323(t)i    | 1995-2000 | 6-cyl radmotor DOHC 24V | 2494 cm³      | 170 hk | 245 Nm     | Bränsleinsprutning |
| 325i       | 1990-1994 | 6-cyl radmotor DOHC 24V | 2494 cm³      | 192 hk | 245 Nm     | Bränsleinsprutning |
| 328i       | 1995-1999 | 6-cyl radmotor DOHC 24V | 2793 cm³      | 193 hk | 280 Nm     | Bränsleinsprutning |
| M3 (US)    | 1992-1994 | 6-cyl radmotor DOHC 24V | 2990 cm³      | 286 hk | 320 Nm     | Bränsleinsprutning |
| M3 GT (US) | 1995      | 6-cyl radmotor DOHC 24V | 2990 cm³      | 295 hk | 323 Nm     | Bränsleinsprutning |
| M3         | 1995-1999 | 6-cyl radmotor DOHC 24V | 3201 cm³      | 321 hk | 350 Nm     | Bränsleinsprutning |
| 318tds     | 1995-2000 | 4-cyl radmotor SOHC 8V  | 1665 cm³      | 90 hk  | 190 Nm     | Turbodiesel        |
| 325td      | 1992-1998 | 6-cyl radmotor SOHC 12V | 2498 cm³      | 115 hk | 222 Nm     | Turbodiesel        |
| 325tds     | 1994-1999 | 6-cyl radmotor SOHC 12V | 2498 cm³      | 143 hk | 260 Nm     | Turbodiesel        |

- Wikimedia Commons har media som rör BMW E36.